# Julie D. Fisher
Julie D. Fisher é uma diplomata norte-americana, actualmente servindo como Subsecretária de Estado Adjunta que foi confirmada para ser a próxima Embaixadora dos Estados Unidos na Bielorrússia.

## Infância e educação
Fisher obteve o seu bacharelato em artes pela University of North Carolina em Chapel Hill e um mestrado em políticas públicas pela Princeton University.

## Carreira
Fisher é um membro de carreira do Serviço de Relações Externas Sénior, classe de Conselheiro. Actualmente, ela actua como Subsecretária de Estado Adjunta para a Europa Ocidental e a União Europeia no Departamento de Assuntos Europeus e Eurasiáticos do Departamento de Estado. Ela também serviu numa missão especial como Encarregada de Negócios a. i. da Embaixada dos Estados Unidos na Rússia. Ela era a Vice-Chefe da Missão da Missão dos EUA na NATO; a Chefe de Gabinete do Subsecretário de Administração e Recursos do Departamento de Estado; e a Directora do Centro de Operações do Departamento de Estado. Atribuições anteriores incluem o serviço como Directora Adjunta do Gabinete Privado do Secretário-Geral da NATO, onde cobriu os assuntos da América do Norte, os Estados Bálticos, as políticas de operações e questões relacionadas com a postura de defesa e dissuasão. Antes disso, ela actuou como Conselheira para Assuntos Políticos e Económicos na Embaixada dos Estados Unidos em Tbilisi, Geórgia.
Em 20 de abril de 2020, o presidente Trump anunciou a sua intenção de nomear Fisher para servir como Embaixadora dos Estados Unidos na Bielorrússia. Em 4 de maio de 2020, a sua indicação foi enviada ao Senado. A nomeação de Fisher foi confirmada pelo Senado dos EUA no dia 15 de dezembro de 2020, e ela foi empossada a 23 de dezembro de 2020.

## Vida pessoal
Ela fala russo, francês e georgiano.